# داستانی از برانکس
داستانی از برانکس یا یک داستان برانکسی (انگلیسی: A Bronx Tale) فیلمی در ژانر درام و جنایی به کارگردانی رابرت دنیرو است که در سال ۱۹۹۳ منتشر شد. از بازیگران آن می‌توان به دنیرو، چاز پالمینتری، فرانسیس کاپرا و جو پشی اشاره کرد. این فیلم در بخش برانکس در نیویورک و در دوران پرتلاطم دههٔ شصت رخ می‌دهد.

## داستان
در سال ۱۹۶۰، کالوجِروی ۹ ساله در محله بلمونت — یک منطقه کارگری ایتالیایی-آمریکایی در برانکس — همراه با پدرش لورنزو (راننده اتوبوس شرکت ترانزیت سطحی که بعدها به MTA تغییر نام داد) و مادرش روزینا زندگی می‌کند. کالوجِرو مجذوب گروه مافیایی محله می‌شود که تحت رهبری رئیس گنگ محلی، سانی، فعالیت می‌کند.
یک روز سانی مردی را که به دوستش حمله کرده بود، در خیابان به ضرب گلوله می‌کشد و کالوجِرو شاهد این قتل می‌باشد. وقتی بازپرسان NYPD از او بازجویی می‌کنند، کالوجِرو سکوت می‌کند. مردان سانی به لورنزو پدر کالوجِرو شغلی با درآمد بالاتر پیشنهاد می‌دهند، اما او که زندگی قانونمند را ترجیح می‌دهد، مودبانه رد می‌کند. سانی با کالوجِرو دوست می‌شود و به او لقب "C" را می‌دهد. کالوجِرو با کار در بار سانی و شرط‌بندی تاس (بازی کرپس)، انعام‌هایی به دست می‌آورد که وقتی لورنزو متوجه پول‌ها می‌شود، او را سرزنش می‌کند. لورنزو پول‌ها را به سانی پس می‌دهد و به او هشدار می‌دهد که از کالوجِرو دور بماند.
هشت سال بعد، کالوجِرو ۱۷ ساله بدون اطلاع پدرش مرتباً به دیدار سانی می‌رود. او عضو گروهی از پسران ایتالیایی-آمریکایی محل است که سانی را نگران می‌کند، چون نمی‌خواهد کالوجِرو زندگی جنایتکارانه داشته باشد. کالوجِرو با جِین، یک دختر آفریقایی-آمریکایی آشنا می‌شود و رابطه عاشقانه‌ای بین آنها شکل می‌گیرد. با وجود تنش‌های نژادی شدید بین ایتالیایی-آمریکایی‌ها و آفریقایی-آمریکایی‌ها در آن منطقه، کالوجِرو با جِین قرار ملاقات می‌گذارد. او از سانی راهنمایی می‌خواهد و سانی ماشینش را به او قرض می‌دهد تا جِین را تحت تأثیر قرار دهد.
پیش از این، دوستان کالوجِرو گروهی از دوچرخه سواران آفریقایی-آمریکایی را که از محله آنها عبور می‌کردند، کتک زده بودند. یکی از آن دوچرخه سواران برادر جِین از آب درمی آید که در قرار ملاقاتشان، کالوجِرو را به کتک زدنش متهم می‌کند. کالوجِرو از این اتهام عصبانی شده و به او لقب توهین آمیز «نیگر» می‌دهد که بلافاصله پشیمان می‌شود. جِین از کالوجِرو ناامید شده، با برادرش آنجا را ترک می‌کند.
در خانه، لورنزو پس از دیدن کالوجِرو با ماشین سانی با او روبرو می‌شود. آنها جربحث می‌کنند و کالوجِرو از خانه فرار می‌کند. او به دوستانش برمی‌خورد که به او می‌گویند برخی آفریقایی-آمریکایی‌ها به عنوان تلافی کتک کاری قبلی، باشگاه اجتماعیشان را با تخم مرغ مورد حمله قرار داده‌اند.
سانی و دار و دسته اش پس از پیدا کردن بمبی روی ماشین سانی، با کالوجِرو روبرو می‌شوند. کالوجِرو با گریه وفاداری بی قید و شرطش به سانی را ابراز می‌کند و سانی که بی گناهی او را تشخیص می‌دهد، اجازه می‌دهد برود.
کالوجِرو به دوستانش می‌پیوندد که قصد تلافی از آفریقایی-آمریکایی‌ها با کوکتل مولوتف را دارند. آنها کالوجِرو را تحت فشار می‌گذارند تا در این حمله مشارکت کند، اما سانی ماشینشان را متوقف کرده و به کالوجِرو دستور می‌دهد بیرون برود.
کالوجِرو به دنبال جِین می‌رود که به او بگوید برادرش اعتراف کرده کالوجِرو جزو مهاجمین نبوده است. آنها با هم آشتی می‌کنند، اما ناگهان کالوجِرو نقشه دوستانش برای حمله به محله جِین را به یاد می‌آورد و هر دو برای متوقف کردنشان اقدام می‌کنند.
در حین حمله، یک مغازه دار آفریقایی-آمریکایی یکی از کوکتل‌های مولوتف شکسته نشده را به سمت ماشین پسرها پرتاب می‌کند که از پنجره وارد شده و باعث انفجار ماشین و مرگ همه سرنشینان می‌شود. وقتی کالوجِرو و جِین می‌رسند، ماشین را در حال سوختن می‌بینند.
کالوجِرو به بار سانی می‌رود تا از او برای نجات جانش تشکر کند، اما یک مرد جوان (که بمب را کار گذاشته بود) قبل از اینکه کالوجِرو بتواند به سانی هشدار دهد، از پشت به سرش شلیک می‌کند. کالوجِرو بعداً متوجه می‌شود قاتل برای انتقام مرگ پدرش که هشت سال قبل اتفاق افتاده بود، فرستاده شده بود.
در مراسم تشییع جنازه سانی، افراد بی شماری برای ادای احترام حاضر می‌شوند، اما همان‌طور که سانی قبلاً گفته بود، به نظر نمی‌رسد کسی واقعاً نگران مرگش باشد. وقتی همه به جز کالوجِرو پراکنده می‌شوند، مردی تنها به نام کارماین به مراسم می‌آید و به کالوجِرو می‌گوید سانی زمانی جان او را هم نجات داده بود. کالوجِرو کارماین را نمی‌شناسد تا زمانی که جای زخمی روی پیشانی او می‌بیند و متوجه می‌شود او همان مردی است که سانی از او دفاع کرده بود.
کارماین به کالوجِرو می‌گوید که موقتاً جای سانی را در محله گرفته و قول می‌دهد در صورت نیاز به او کمک کند. کارماین درست زمانی که لورنزو به‌طور غیرمنتظره برای ادای احترام به سانی می‌رسد، آنجا را ترک می‌کند. لورنزو از سانی برای نجات جان پسرش تشکر می‌کند و اعتراف می‌کند که هرگز از او متنفر نبوده، فقط از این که باعث شد کالوجِرو خیلی زود بزرگ شود، ناراحت بوده است.
کالوجِرو با سانی خداحافظی می‌کند و در حالی که درس‌هایی را که از دو مربی زندگی‌اش آموخته، با لورنزو به خانه برمی گردد.